# The Mystery of Time
The Mystery Of Time —en español: El Misterio Del Tiempo— es el sexto álbum de estudio de Avantasia, el proyecto del músico alemán Tobias Sammet. Fue lanzado el 29 de marzo de 2013 y contó con la colaboración de la Deutsches Filmorchester Babelsberg, una orquesta sinfónica alemana con base en Potsdam. El artwork del álbum fue diseñado por Rodney Matthews.

## Listado de canciones
Todas las canciones escritas y compuestas por Tobias Sammet. 
| N.º | Título                     | Vocalista invitado                          | Duración |  |
| 1.  | «Spectres»                 | Joe Lynn Turner                             | 6:09     |  |
| 2.  | «The Watchmakers' Dream»   | Joe Lynn Turner                             | 4:14     |  |
| 3.  | «Black Orchid»             | Biff Byford                                 | 6:52     |  |
| 4.  | «Where Clock Hands Freeze» | Michael Kiske                               | 4:35     |  |
| 5.  | «Sleepwalking»             | Cloudy Yang                                 | 3:52     |  |
| 6.  | «Savior in the Clockwork»  | Joe Lynn Turner, Biff Byford, Michael Kiske | 10:40    |  |
| 7.  | «Invoke the Machine»       | Ronnie Atkins                               | 5:30     |  |
| 8.  | «What's Left Of Me»        | Eric Martin                                 | 5:07     |  |
| 9.  | «Dweller in a Dream»       | Michael Kiske                               | 4:45     |  |
| 10. | «The Great Mystery»        | Bob Catley, Joe Lynn Turner, Biff Byford    | 10:03    |  |

## Bonus Tracks de Edición Limitada
| N.º | Título                                                        | Duración |  |
| 11. | «The Cross And You»                                           | 4:14     |  |
| 12. | «Death Is Just A Feeling (Versión alternativa/Tobias Sammet)» | 5:24     |  |

## Participantes
- Tobias Sammet - voz, bajo eléctrico
- Sascha Paeth - guitarra, producción
- Miro - teclado
- Russell Gilbrook - batería

### Invitados especiales

#### Músicos
- Guitarristas
  - Bruce Kulick (pistas 3, 6, 10)
  - Oliver Hartmann (pistas 4, 7)
  - Arjen Anthony Lucassen (pista 2)
- Órgano
  - Ferdy Doernberg (pista 2)

#### Vocalistas
- Joe Lynn Turner (ex-Rainbow, ex-Yngwie Malmsteen ex-Deep Purple) (pistas 1, 2, 6, 10)
- Michael Kiske (Helloween, ex-Place Vendome, Unisonic) (pistas 4, 6, 9)
- Biff Byford (Saxon) (pistas 3, 6, 10)
- Ronnie Atkins (Pretty Maids) (pista 7)
- Eric Martin (Mr. Big) (pista 8)
- Bob Catley (Magnum) (pista 10)
- Cloudy Yang (pista 5)